# Chikuma (Nagano)
Chikuma (jap. 千曲市 Chikumashi) ist eine Stadt im Zentrum der Präfektur Nagano auf der japanischen Hauptinsel Honshū.

## Geschichte
Die Stadt Chikuma wurde am 1. September 2003 aus den ehemaligen Gemeinden Koshoku, Kamiyamada und Tokura gegründet.

## Verkehr
Chikuma ist über die Nagano-Autobahn, die Nationalstraße 18 zwischen Takasaki und Jōetsu sowie über die Nationalstraße 403 erreichbar. Der wichtigste Bahnhof ist Yashiro an der Shinano-Linie von Nagano nach Karuizawa. Bis 2012 bestand auch die Nagaden Yashiro-Linie nach Suzaka.

## Söhne und Töchter der Stadt
- Junichi Kakizaki (* 1971), Installationskünstler
- Chikage Tanaka (* 1973), Shorttrackerin
- Reo Yamanaka (* 1999), Fußballspieler

## Weblinks

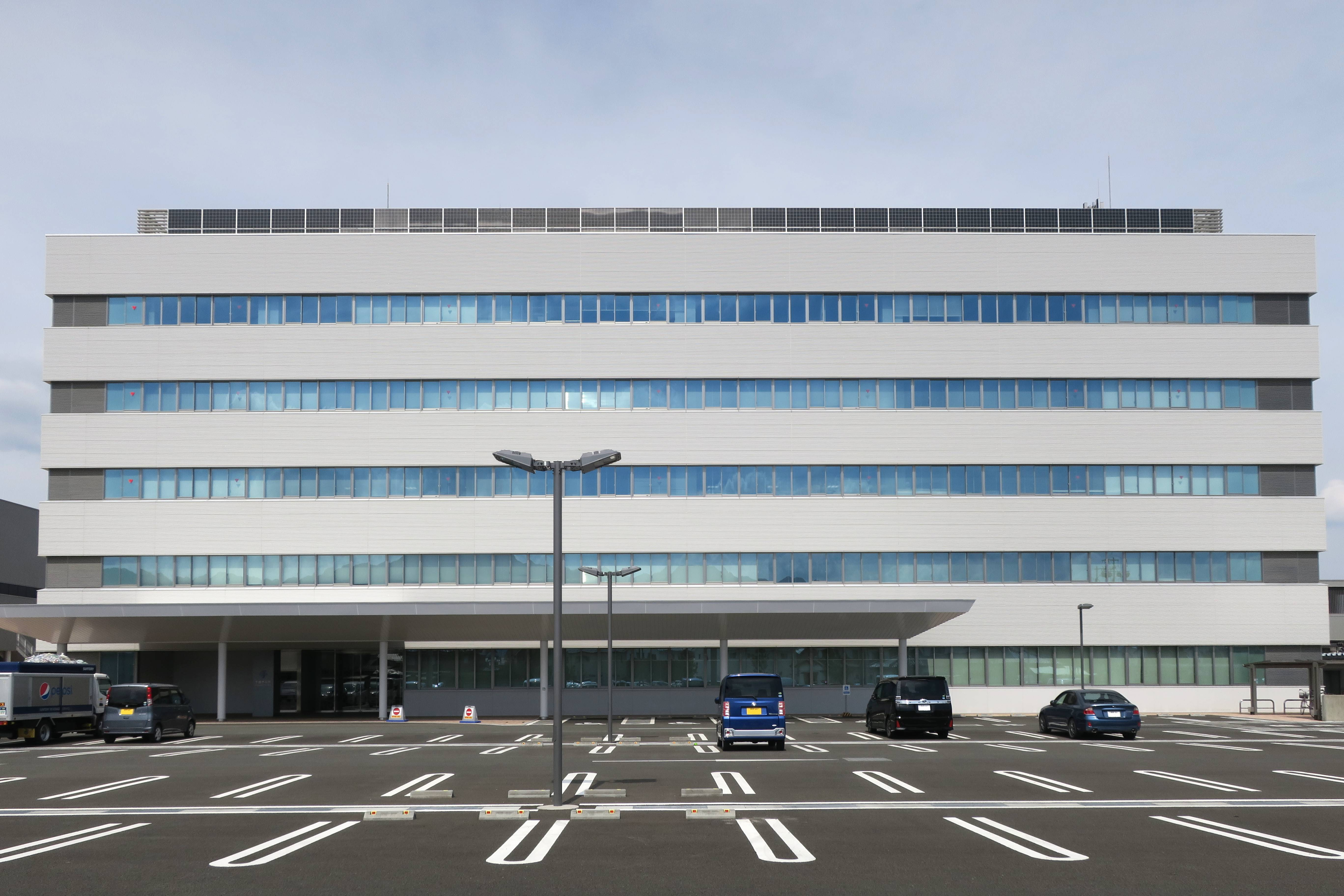
Rathaus

## Angrenzende Städte und Gemeinden
- Ueda